# EM-алгоритм
EM-алгоритм (англ. Expectation-maximization (EM) algorithm) — алгоритм, используемый в математической статистике для нахождения оценок максимального правдоподобия параметров вероятностных моделей, в случае, когда модель зависит от некоторых скрытых переменных. Каждая итерация алгоритма состоит из двух шагов. На E-шаге (expectation) вычисляется ожидаемое значение функции правдоподобия, при этом скрытые переменные рассматриваются как наблюдаемые. На M-шаге (maximization) вычисляется оценка максимального правдоподобия, таким образом увеличивается ожидаемое правдоподобие, вычисляемое на E-шаге. Затем это значение используется для E-шага на следующей итерации. Алгоритм выполняется до сходимости.
Часто EM-алгоритм используют для разделения смеси гауссиан.

## Описание алгоритма
Пусть {\displaystyle {\textbf {X}}} — некоторые из значений наблюдаемых переменных, а {\displaystyle {\textbf {T}}} — скрытые переменные. Вместе {\displaystyle {\textbf {X}}} и {\displaystyle {\textbf {T}}} образуют полный набор данных. Вообще, {\displaystyle {\textbf {T}}} может быть некоторой подсказкой, которая облегчает решение проблемы в случае, если она известна. Например, если имеется смесь распределений, функция правдоподобия легко выражается через параметры отдельных распределений смеси.
Положим {\displaystyle p} — плотность вероятности (в непрерывном случае) или функция вероятности (в дискретном случае) полного набора данных с параметрами {\displaystyle \Theta }: {\displaystyle p(\mathbf {X} ,\mathbf {T} |\Theta ).} Эту функцию можно понимать как правдоподобие всей модели, если рассматривать её как функцию параметров {\displaystyle \Theta }. Заметим, что условное распределение скрытой компоненты при некотором наблюдении и фиксированном наборе параметров может быть выражено так:
{\displaystyle p(\mathbf {T} |\mathbf {X} ,\Theta )={\frac {p(\mathbf {X} |\mathbf {T} ,\Theta )p(\mathbf {T} |\Theta )}{p(\mathbf {X} |\Theta )}}={\frac {p(\mathbf {X} |\mathbf {T} ,\Theta )p(\mathbf {T} |\Theta )}{\int p(\mathbf {X} |\mathbf {\hat {T}} ,\Theta )p(\mathbf {\hat {T}} |\Theta )d\mathbf {\hat {T}} }}},
используя расширенную формулу Байеса и формулу полной вероятности. Таким образом, нам необходимо знать только распределение наблюдаемой компоненты при фиксированной скрытой {\displaystyle p(\mathbf {X} |\mathbf {T} ,\Theta )} и вероятности скрытых данных {\displaystyle p(\mathbf {T} |\Theta )}.
EM-алгоритм итеративно улучшает начальную оценку {\displaystyle \Theta _{0}}, вычисляя новые значения оценок {\displaystyle \Theta _{1},\Theta _{2},} и так далее. На каждом шаге переход к {\displaystyle \Theta _{n+1}} от {\displaystyle \Theta _{n}} выполняется следующим образом:
{\displaystyle \Theta _{n+1}=\arg \max _{\Theta }Q(\Theta )}
где {\displaystyle Q(\Theta )} — матожидание логарифма правдоподобия. Другими словами, мы не можем сразу вычислить точное правдоподобие, но по известным данным ({\displaystyle X}) мы можем найти апостериорную оценку вероятностей для различных значений скрытых переменных {\displaystyle T}. Для каждого набора значений {\displaystyle T} и параметров {\displaystyle \Theta } мы можем вычислить матожидание функции правдоподобия по данному набору {\displaystyle X}. Оно зависит от предыдущего значения {\displaystyle \Theta }, потому что это значение влияет на вероятности скрытых переменных {\displaystyle T}.
{\displaystyle Q(\Theta )} вычисляется следующим образом:
{\displaystyle Q(\Theta )=E_{\mathbf {T} }\!\!\left[\log p\left(\mathbf {X} ,\mathbf {T} \,|\,\Theta \right){\Big |}\mathbf {X} \right]}
то есть это условное матожидание {\displaystyle \log p\left(\mathbf {X} ,\mathbf {T} \,|\,\Theta \right)} при условии {\displaystyle \mathbf {X} }.
Другими словами, {\displaystyle \Theta _{n+1}} — это значение, максимизирующее (M) условное матожидание (E) логарифма правдоподобия при данных значениях наблюдаемых переменных и предыдущем значении параметров.
В непрерывном случае значение {\displaystyle Q(\Theta )} вычисляется так:
{\displaystyle Q(\Theta )=E_{\mathbf {T} }\!\!\left[\log p\left(\mathbf {X} ,\mathbf {T} \,|\,\Theta \right){\Big |}\mathbf {X} \right]=\int _{-\infty }^{\infty }p\left(\mathbf {T} \,|\,\mathbf {X} ,\Theta _{n}\right)\log p\left(\mathbf {X} ,\mathbf {T} \,|\,\Theta \right)d\mathbf {T} }

## Альтернативное описание
При определённых обстоятельствах удобно рассматривать EM-алгоритм как два чередующихся шага максимизации.
Рассмотрим функцию:
{\displaystyle F(q,\theta )=\operatorname {E} _{q}[\log L(\theta ;x,Z)]+H(q)=-D_{\text{KL}}{\big (}q{\big \|}p_{Z|X}(\cdot |x;\theta ){\big )}+\log L(\theta ;x)}
где q — распределение вероятностей ненаблюдаемых переменных Z; pZ|X(· |x;θ) — условное распределение ненаблюдаемых переменных при фиксированных наблюдаемых x и параметрах θ; H — энтропия и DKL — расстояние Кульбака-Лейблера.
Тогда шаги EM-алгоритма можно представить как:
E(xpectation) шаг: Выбираем q, чтобы максимизировать F:
{\displaystyle q^{(t)}=\operatorname {*} {\arg \,\max }_{q}\ F(q,\theta ^{(t)})}
M(aximization) шаг: Выбираем θ, чтобы максимизировать F:
{\displaystyle \theta ^{(t+1)}=\operatorname {*} {\arg \,\max }_{\theta }\ F(q^{(t)},\theta )}

## Примеры использования
- k-means — алгоритм кластеризации, построенный на идее EM-алгоритма
- Метод упругих карт для нелинейного сокращения размерности данных
- Алгоритм Баума-Велша — алгоритм для оценки параметров скрытых марковских моделей